# 群青 (YOASOBIの曲)
「群青」（ぐんじょう）は、YOASOBIの楽曲。5作目のデジタル配信限定シングルとして2020年9月1日に各音楽配信サービスにてリリースされた。

## 概要
YOASOBIの5作目の作品。ブルボンの菓子「アルフォートミニチョコレート」のCMストーリーテキスト『青を味方に。』を原作として制作された。楽曲の合唱パートには、ボーカルのikuraも所属していたアコースティックセッションユニット「ぷらそにか」のメンバーも参加している。
山口つばさ作の漫画『ブルーピリオド』にインスパイアされており、「好きなものに没頭すること、見えたままを表現することを肯定し、聴く人の心を奮い立たせる応援歌」に仕上がっている。
楽曲は「アルフォートミニチョコレート」のCMソング、日本テレビ系情報番組『スッキリ』の全国高校生ダンス部応援企画「ダンス ONE プロジェクト’21」のテーマ曲に使用された。2022年には第94回選抜高等学校野球大会の入場行進曲に採用され（編曲は酒井格）、大会期間中には会場の阪神甲子園球場の最寄り駅である阪神本線甲子園駅で接近メロディとしても使用されていた（編曲は向谷実）。
2024年1月11日、マクドナルドで販売されているマックフライドポテトが揚がった時に流れる「ティロリ」という音を使って楽曲をリミックス・マッシュアップする企画「ティロリミックス 2024」に、本楽曲とVaundy「花占い」の2曲が使用され、ミュージック・ビデオが期間限定公開され、ミュージック・ビデオにはYOASOBIを3DCG化したキャラクターも登場している。

## 認定と売上
|                                | 認定 (RIAJ)  | 売上/再生回数      |
| ------------------------------ | ------------ | ------------------ |
| ダウンロード                   | プラチナ     | 322,000 DL         |
| ストリーミング                 | ダイヤモンド | 500,000,000 回再生 |
| *認定のみに基づく売上/再生回数 |              |                    |

## 収録内容
1. 群青
  - 作詞・作曲・編曲：Ayase
    - 原作オリジナルストーリー：『青を味方に。』
    - インスパイアされた作品：『ブルーピリオド』（山口つばさ作）

## テレビ披露
| 番組名                 | 日付           | 放送局       | 出典   |
| ---------------------- | -------------- | ------------ | ------ |
| ベストアーティスト2021 | 2021年11月17日 | 日本テレビ系 | [ 20 ] |
| 第72回NHK紅白歌合戦    | 2021年12月31日 | NHK総合      | [ 21 ] |

## Blue
「Blue」（ブルー）は、YOASOBIの楽曲。配信限定シングルとして2021年10月29日にリリースされた。

### 解説
「群青」の英語版。英語版楽曲としては4作目で、前作の「Monster」より約3か月ぶりのリリースとなっている。

## カバー
- Ayase feat.初音ミク - タワーレコードにて限定販売されたAyaseの2ndアルバム『MIKUNOYOASOBI』に収録[24]。
- Morfonica［倉田ましろ（進藤あまね）］×湊友希那（相羽あいな） - ゲーム『バンドリ! ガールズバンドパーティ!』に収録（2023年1月1日追加）[25]。